# Новогригорівська сільська рада (Маловисківський район)
| Новогригорівська сільська рада — колишній орган місцевого самоврядування у Маловисківському районі Кіровоградської області з адміністративним центром у с. Новогригорівка. Історична дата утворення: 13 травня 1986 року . Сільській раді підпорядковані населені пункти: - с. Новогригорівка - с. Новоолександрівка - с. Новопетрівка |

## Склад ради
Рада складається з 12 депутатів та голови.

### Керівний склад ради
| ПІБ                          | Основні відомості                                                         | Дата обрання | Дата звільнення |
| ---------------------------- | ------------------------------------------------------------------------- | ------------ | --------------- |
| Кліміна Оксана Миколаївна    | Сільський голова, 1962 року народження, освіта, позапартійна              | 26.03.2006   | 31.10.2010      |
| Братерська Тамара Вікторівна | Сільський голова, 1962 року народження, освіта вища, член Партії регіонів | 31.10.2010   |                 |

Примітка: таблиця складена за даними джерела

## Населення
Згідно з переписом УРСР 1989 року чисельність наявного населення сільської ради становила 1123 особи, з яких 492 чоловіки та 631 жінка.
За переписом населення України 2001 року в сільській раді мешкало 1186 осіб.

### Мова
Розподіл населення за рідною мовою за даними перепису 2001 року:
| Мова       | Відсоток |
| ---------- | -------- |
| українська | 94,44 %  |
| російська  | 4,63 %   |
| молдовська | 0,59 %   |
| білоруська | 0,25 %   |
| болгарська | 0,08 %   |